# X-inactivatie

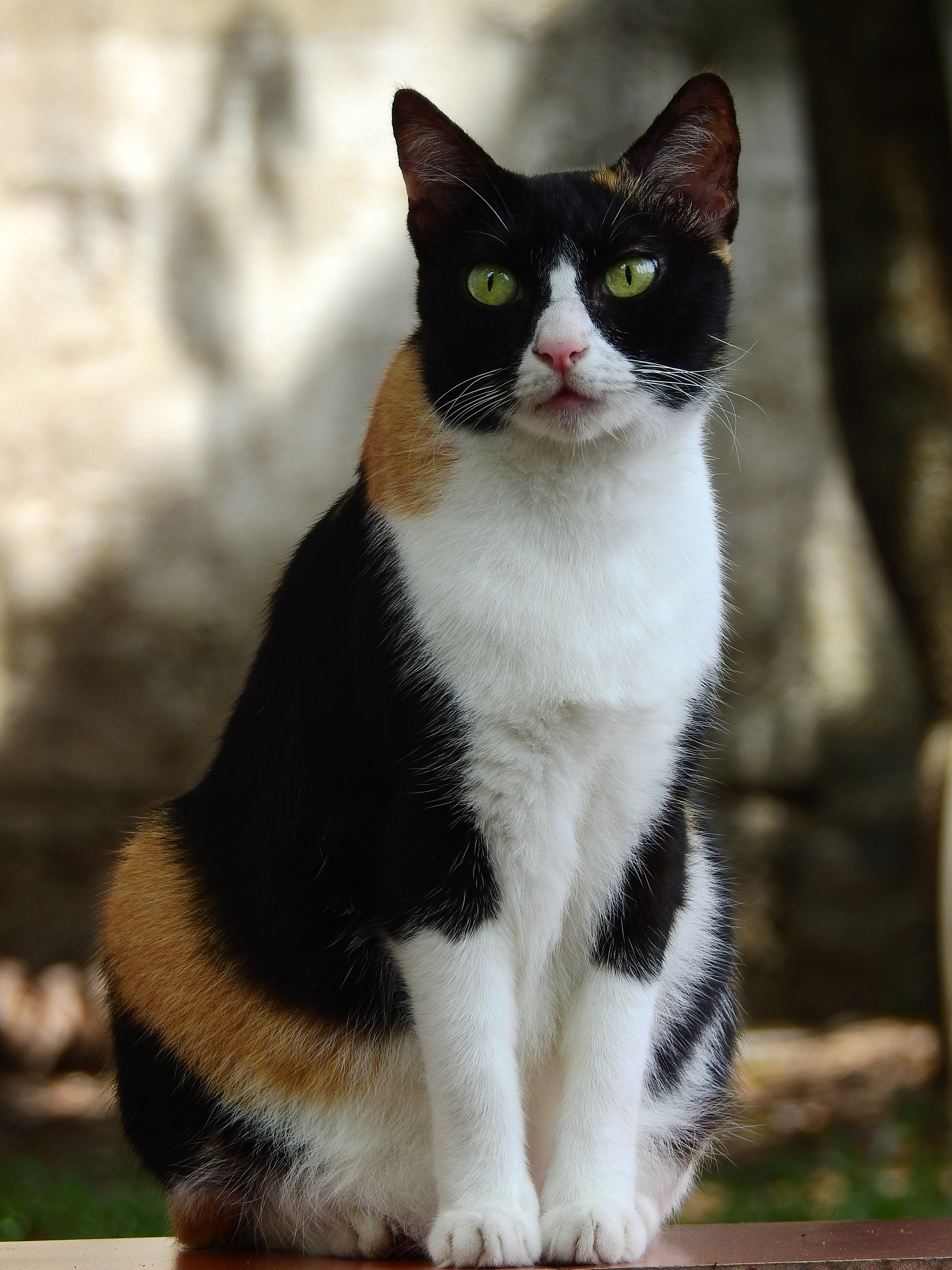
De willekeur van X-inactivatie is zichtbaar bij lapjeskatten. Bij deze vrouwtjeskatten wordt de vachtkleur deels door de het X-chromosoom van de moeder bepaald en deels door die van de vader

X-chromosoom-inactivatie (XCI), X-inactivatie of lyonisatie is het uitschakelen van een groot deel van de genen van de X-chromosomen in de cellen van Theria, levendbarende zoogdieren, tot een groot deel van de cellen slechts van een enkel X-chromosoom actieve genen bevat. Het proces werd in 1961 ontdekt door Mary F. Lyon. Het inactieve X-chromosoom (Xi) blijft aan de rand van de celkern zichtbaar als geslachtschromatine, ook wel barrlichaampje naar Murray Barr die het in 1948 met Mike Bertram ontdekte.
Bij placentadieren treedt de X-inactivatie willekeurig op, al speelt genomische inprenting mogelijk een rol. Bij buideldieren worden door genomische inprenting alleen de paternale X-chromosomen geïnactiveerd.
Lyon baseerde haar hypothese op het gegeven dat muizen met het karyotype X0 (syndroom van Turner) zich ondanks het ontbreken van een tweede X-chromosoom ontwikkelden tot vruchtbare vrouwtjes en het optreden van mozaïcisme voor heterozygote eigenschappen.
In dit epigenetische mechanisme wordt het inactieve X-chromosoom (Xa) uitgeschakeld doordat het verpakt of gecondenseerd wordt door het compacte heterochromatine, terwijl het actieve X-chromosoom (Xa) wordt verpakt door het veel minder compacte euchromatine. De gen-uitschakeling leidt tot vermindering van de gen-expressie, maar is niet volledig. Zo'n 15% van de genen ontsnapt aan inactivatie en blijft dus actief, ongeveer het aantal genen op het Y-chromosoom. Deze dosiscompensatie maakt dat iedereen een gelijke gendosering van actieve geslachtsgenen heeft. Waarschijnlijk is deze dosiscompensatie nodig door het genverlies van het Y-chromosoom. Door deze degeneratie hebben veel genen op het X-chromosoom geen homologon op het Y-chromosoom, wat schadelijke gevolgen kan hebben zonder dosiscompensatie. Mogelijk dragen deze ontsnappende genen bij aan seksuele dimorfie, al spelen autosomen hier de belangrijkste rol.
De inactivatie wordt cis-gereguleerd door het X-chromosoom-inactivatiecentrum (XIC) op locus Xq13.2 dat verschillende genen bevat, waaronder XIST, TSIX, JPX en FTX. XIST is een regulatorgen dat de inactivatie in gang zet. TSIX is een gen dat antisense is van XIST en is betrokken bij de keuze van welk X-chromosoom wordt geïnactiveerd. Op het actieve X-chromosoom downreguleert het daartoe XIST. Op het inactieve X-chromosoom is JPX juist een upregulator van XIST. Ook FTX is een upregulator van XIST.
In de eerste dagen na de conceptie zijn alle X-chromosomen nog actief. Bij mensen zijn vanaf 10-12 dagen post coitum barrlichaampjes te zien in de trofoblast en vanaf 16 dagen in het embryo zelf.

## Ontsnappende genen
Een deel van de genen op het inactieve X-chromosoom ontsnapt aan inactivatie, wat Lyon al vermoedde in 1962.:144 Een belangrijk ontsnappingsgen is XIST dat betrokken is bij de X-inactivatie en dan ook alleen tot expressie komt op het inactieve X-chromosoom. Veel van de ontsnappende genen bevinden zich in de pseudoautosomale regio's (PAR's) PAR1 op de korte arm (p) en PAR2 op de lange arm (q), de uiteinden van het X- en het Y-chromosoom die dezelfde genen bevatten, mogelijk omdat daar de gendosis dus al gelijk is. Naast deze homologe regio's delen het X-chromosoom en het Y-chromosoom genen op respectievelijk de lange en de korte arm (Xq21.3/Yp11.2). Niet alle ontsnappende genen hebben echter een Y-homoloog, al bevinden veel van de overige ontsnappende genen zich in regio's die relatief recombinatie hebben verloren met het Y-chromosoom.

## Erfelijke aandoeningen
Erfelijke aandoeningen waarvan de genen op het X-chromosoom liggen, komen door X-inactivatie minder voor of minder heftig, aangezien er genoeg cellen zijn zonder gemuteerd gen. Hemofilie A, het syndroom van Lesch-Nyhan, rood/groen-kleurblindheid en de ziekte van Duchenne zijn voorbeelden van X-gebonden afwijkingen.
Erfelijke aandoeningen waarbij alleen de vader drager is kunnen alleen bij zijn dochters tot expressie komen, aangezien zijn zonen alleen het X-chromosoom van de moeder hebben.
Het barrlichaampje wordt gebruikt als aanwijzing dat een cel vrouwelijk is, maar bij X0-vrouwen komt deze niet voor, aangezien er bij hen geen X-inactivatie optreedt. Het tegenovergestelde is het geval bij mannen met het syndroom van Klinefelter die naast een X- en een Y-chromosoom minstens nog een X-chromosoom hebben. Ook hier treedt X-inactivatie op en zij hebben dus cellen met barrlichaampjes. Ook bij andere chromosomale variaties met meer dan twee X-chromosomen blijft er na X-inactivatie nog slechts een actief X-chromosoom over.:144 Dit was in 1959 ook gevonden bij het triple X-syndroom en in 1960 bij het XXXY-syndroom en het XXXXY-syndroom.
Mogelijk spelen de ontsnappende genen een rol bij deze chromosomale variaties. Zo heeft een man met het syndroom van Klinefelter wel ontsnappende genen, terwijl een XY-man deze niet heeft. Zo is de gemiddeld grotere lengte van mannen met Klinefelter mogelijk een gevolg van een extra kopie van het PAR1-gen SHOX, terwijl vrouwen met het syndroom van Turner geen ontsnappende genen hebben en daardoor een kopie van SHOX missen en gemiddeld dan ook korter zijn.